# Plage de Bénarès

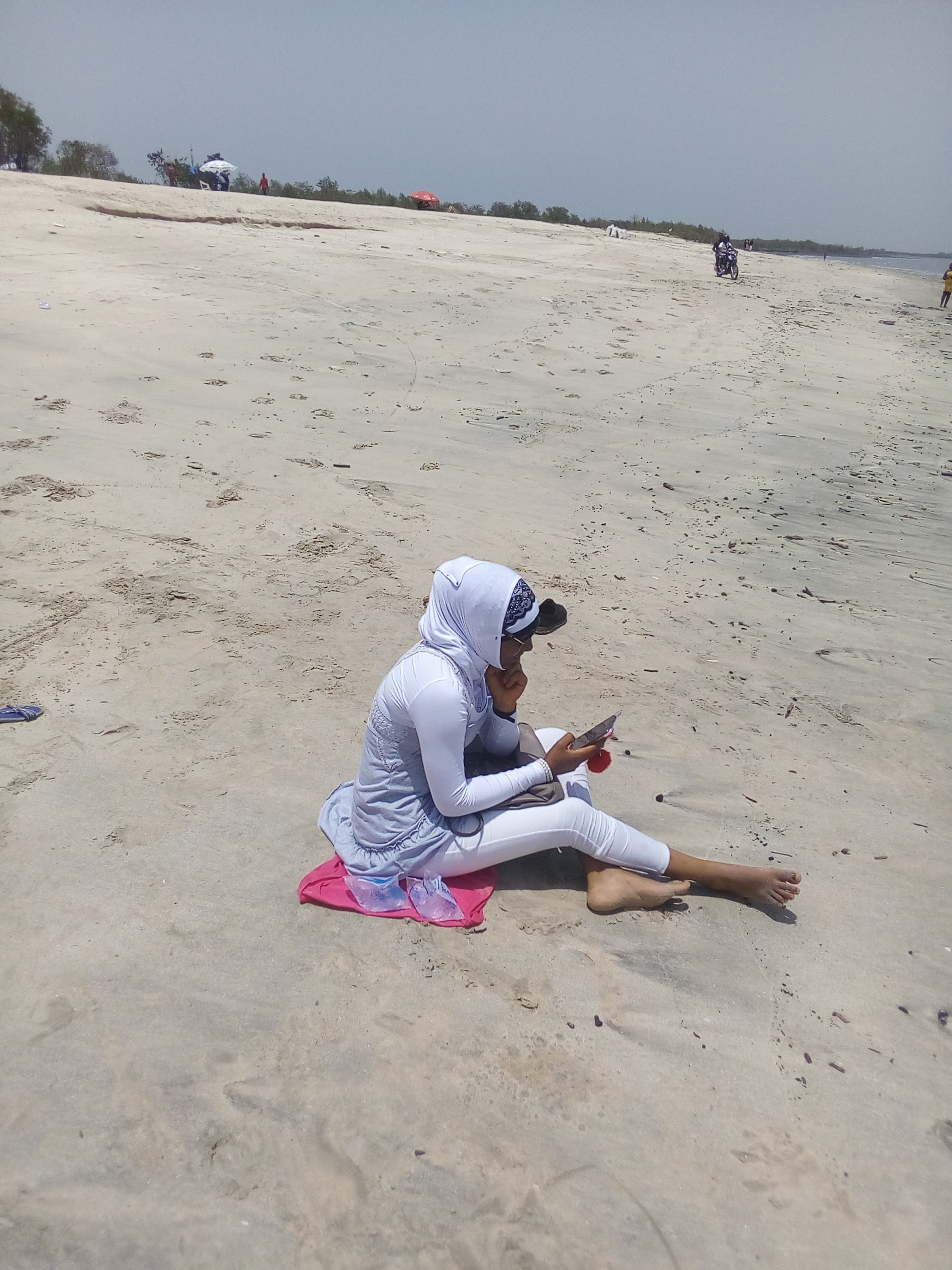

La plage de Bénarès est une plage de sable en république de Guinée,.

## Géographie
La plage de Bénarès est située dans le quartier Yimbayah Port dans la commune de Matoto au sud-ouest de l'Aéroport international de Conakry.

## Fréquentation
La plage permet d'organiser des sorties en famille et elle est aussi le lieu de fêtes nationales, d'excursions et de concerts en Guinée.